# Хуан де Нова
Хуан де Нова (фр. Île Juan de Nova или Juan da Nova) је ниски тропски атол површине 4,4 km² смештен у Индијском океану на отприлике трећину пута између Мадагаскара и Мозамбика. Острво од 21. фебруара 2007. године постаје део француског административног региона Француске јужне и антарктичке земље (фр. Terres australes et antarctiques françaises, TAAF) и спада у групу расејаних острва у Индијском океану. Острво је добило име по истоименом португалском истраживачу. На острво полаже суверенитет и суседна острвска држава Мадагаскар.

## Историја
Острво је 1501. године открио истоимени португалски истраживач шпанског порекла. Острво није било насељено све до пада под француску власт 1897. На острву је страдало велики број бродова од којих је најпознатији SS Tottenham, који се насукао на јужни гребен 1911. године. Наслаге гуана (фосфата) су експлоатисане од почетка 20. века до 1970. За време Другог светског рата острво је било напуштено али је посећивано од стране немачких подморница.

## Географија
Острво нема домородачког становништва а уместо њега постоји мали војни горнизон од 15 војника и метеоролошка станица. Острво је резерват природе. Велики број чигри (Sterna fuscata) на острву полажу јаја од новембра и марта. Шуме, углавном casuarina, покривају 50% острва. Острво је окружено морским гребеном. На острво постоји бродско пристаниште и неасфалтирана авионска писта дуга 1300 m. Осим метеоролошке станице и пар објеката све је порушено укључујући инсталације, хангар, железница, куће итд.

## Галерија
- Сателитски снимак острва
- Корали
- Кокосове палме
- Зграда на острву
- Вегетација близу плаже на острву